# Mađarska vaterpolska prvenstva
Popis mađarskih vaterpolskih prvenstava.
(popis nepotpun) 
1904. Balaton Úszók Egyesülete

1905. Balaton Úszók Egyesülete

1906. Magyar Úszó Egylet

1907. Magyar Úszó Egylet

1908. Magyar Úszó Egylet

1909. Magyar Úszó Egylet

1910. Ferencvárosi Torna Club

1911. Ferencvárosi Torna Club

1912. Ferencvárosi Torna Club

1913. Ferencvárosi Torna Club

1914. -

1915. -

1916. -

1917. MAFC

1918. Ferencvárosi Torna Club

1919. Ferencvárosi Torna Club

1920. Ferencvárosi Torna Club

1921. Ferencvárosi Torna Club

1922. Ferencvárosi Torna Club

1923. TVE Budimpešta

1924. TVE 

1925. Ferencvárosi Torna Club

1926. Ferencvárosi Torna Club

1927. Ferencvárosi Torna Club

1928. TVE

1929. MAC

1930. Újpesti TE

1931. Újpesti TE

1932. Újpesti TE

1933. Újpesti TE

1934. Újpesti TE

1935. Újpesti TE

1936. Újpesti TE

1937. Újpesti TE

1938. Újpesti TE

1939. Újpesti TE

1940. BSE

1941. Újpesti TE

1942. Újpesti TE

1943. MAC

1944. Ferencvárosi Torna Club

1945. Újpesti TE

1946. Újpesti TE

1947. Vasas

1948. Újpesti TE

1949. Vasas

1950. Újpesti TE

1951. Újpesti TE

1952. Újpesti TE

1953. Vasas

1954. Szolnoki Vízilabda Sportclub 

1955. Újpesti TE

1956. Ferencvárosi Torna Club

1957. Szolnoki Vízilabda Sportclub

1958. Szolnoki Vízilabda Sportclub

1959. Szolnoki Vízilabda Sportclub

1960. Újpesti TE

1961. Szolnoki Vízilabda Sportclub

1962. Ferencvárosi Torna Club

1963. Ferencvárosi Torna Club

1964. Szolnoki Vízilabda Sportclub

1965. Ferencvárosi Torna Club

1966. BVSC

1967. Újpesti TE

1968. Ferencvárosi Torna Club

1969. OSC Budimpešta

1970. OSC

1971. OSC

1972. OSC

1973. OSC

1974. OSC

1975. Vasas

1976. Vasas

1977. Vasas

1978. OSC

1979. Vasas

1980. Vasas

1981. Vasas

1982. Vasas

1983. Vasas

1984. Vasas

1984/85. BVSC

1985/86. Újpesti TE

1986/87. BVSC

1987/88. Ferencvárosi Torna Club

1988/89. Vasas

1989/90. Ferencvárosi Torna Club

1990/91. Újpesti TE

1991/92. Tungsram SC Budimpešta

1992/93. Újpesti TE

1993/94. Újpesti TE

1994/95. Újpesti TE

1995/96. BVSC

1996/97. BVSC

1997/98. BVSC

1998/99. BVSC

1999/00. Ferencvárosi Torna Club

2000/01. BHSE

2001/02. BHSE

2002/03. BHSE

2003/04. BHSE

2004/05. BHSE

2005/06. BHSE

2006/07. Vasas

2007/08. Vasas

2008/09. Vasas

2009/10. Vasas

2010/11. Eger

2011/12. Vasas

2012/13. Eger

2013/14. Eger

2014/15. Szolnoki Dózsa

2015/16. Szolnoki Dózsa

2016/17. Szolnoki Dózsa

2017/18. Ferencvárosi 

2018/19. Ferencvárosi 

2019/20. 

## Vječna ljestvica
Napomena: Zaključno sa sezonom 2018./19: 
- 26
  - Újpesti TE - Budimpešta
- 23
  - Ferencvárosi TC - Budimpešta
- 18
  - Vasas SC - Budimpešta
- 10
  - Szolnoki Dózsa - Szolnok
- 7
  - Orvosegyetem SC - Budimpešta
  - BVSC - Budimpešta
- 6
  - Budapesti Honvéd - Budimpešta
- 4
  - Magyar ÚE - Budimpešta
- 3
  - III. kerületi TVE - Budimpešta
  - ZF-Eger - Eger
- 2
  - Balatoni ÚE -
  - Magyar AC - Budimpešta
- 1
  - Budapest SE - Budimpešta
  - Műegyetemi AFC - Budimpešta
  - Tungsram SC - Budimpešta